# Gouvernement Rodríguez de la Borbolla II
 Andalousie
Rodríguez de la Borbolla I Chaves I
Le gouvernement Rodríguez de la Borbolla II est le gouvernement de l'Andalousie entre le 30 juillet 1986 et le 28 juillet 1990, durant la IIe législature du Parlement d'Andalousie. Il est présidé par José Rodríguez de la Borbolla.

## Composition

### Initiale
| Fonction                                               | Nom | Nom                           | Parti  |
| ------------------------------------------------------ | --- | ----------------------------- | ------ |
| Président                                              |     | José Rodríguez de la Borbolla | PSOE-A |
| Vice-président Conseiller à l'Économie et aux Finances |     | José Miguel Salinas Moya      | PSOE-A |
| Conseiller à l'Intérieur                               |     | Enrique Linde Cirujano        | PSOE-A |
| Conseiller à la Présidence                             |     | Manuel Gracia Navarro         | PSOE-A |
| Conseiller à la Politique territoriale                 |     | Jaime Montaner Roselló        | PSOE-A |
| Conseiller à l'Agriculture et à la Pêche               |     | Miguel Manaute Humanes        | PSOE-A |
| Conseiller à l'Équipement et au Tourisme               |     | José Aureliano Recio Arias    | PSOE-A |
| Conseiller au Travail et au Bien-être social           |     | José María Romero Calero      | PSOE-A |
| Conseiller à la Santé                                  |     | Eduardo Rejón Gieb            | PSOE-A |
| Conseiller à l'Éducation et à la Science               |     | Antonio Pascual Acosta        | PSOE-A |
| Conseiller à la Culture                                |     | José Torres Vela              | PSOE-A |

### Remaniement du3 février 1987
- Les nouveaux conseillers sont indiqués en gras, ceux ayant changé d'attributions en italique.

| Fonction                                         | Nom | Nom                           | Parti  |
| ------------------------------------------------ | --- | ----------------------------- | ------ |
| Président                                        |     | José Rodríguez de la Borbolla | PSOE-A |
| Conseiller à la Présidence                       |     | Manuel Gracia Navarro         | PSOE-A |
| Conseiller à l'Intérieur                         |     | Enrique Linde Cirujano        | PSOE-A |
| Conseiller à l'Économie et à l'Équipement        |     | José Aureliano Recio Arias    | PSOE-A |
| Conseiller aux Finances                          |     | Ángel Ojeda Avilés            | PSOE-A |
| Conseiller au Travail et au Bien-être social     |     | José María Romero Calero      | PSOE-A |
| Conseiller aux Travaux publics et aux Transports |     | Jaime Montaner Roselló        | PSOE-A |
| Conseiller à l'Agriculture et à la Pêche         |     | Miguel Manaute Humanes        | PSOE-A |
| Conseiller à la Santé                            |     | Eduardo Rejón Gieb            | PSOE-A |
| Conseiller à l'Éducation et à la Science         |     | Antonio Pascual Acosta        | PSOE-A |
| Conseiller à la Culture                          |     | José Torres Vela              | PSOE-A |

### Remaniement du1ermars 1988
- Les nouveaux conseillers sont indiqués en gras, ceux ayant changé d'attributions en italique.

| Fonction                                         | Nom | Nom                           | Parti  |
| ------------------------------------------------ | --- | ----------------------------- | ------ |
| Président                                        |     | José Rodríguez de la Borbolla | PSOE-A |
| Conseiller à l'Intérieur                         |     | Manuel Gracia Navarro         | PSOE-A |
| Conseiller à la Présidence                       |     | Gaspar Zarrías Arévalo        | PSOE-A |
| Conseiller à l'Équipement et au Travail          |     | José María Romero Calero      | PSOE-A |
| Conseiller aux Finances et à la Planification    |     | Ángel Ojeda Avilés            | PSOE-A |
| Conseiller aux Travaux publics et aux Transports |     | Jaime Montaner Roselló        | PSOE-A |
| Conseiller à l'Agriculture et à la Pêche         |     | Miguel Manaute Humanes        | PSOE-A |
| Conseiller à la Santé et aux Services sociaux    |     | Eduardo Rejón Gieb            | PSOE-A |
| Conseiller à l'Éducation et à la Science         |     | Antonio Pascual Acosta        | PSOE-A |
| Conseiller à la Culture                          |     | José Torres Vela              | PSOE-A |